# Stephen Milne
Stephen Milne (ur. 25 lipca 1985 w Londynie), irlandzki żeglarz sportowy, brał raz udział w Letnich Igrzyskach Olimpijskich w 2008. Startuje w klasie Star.